# Yoshito Sengoku
Pour les articles homonymes, voir Sengoku.
Yoshito Sengoku (仙谷 由人, Sengoku Yoshito), né le 15 janvier 1946 à Tokushima dans la préfecture du même nom sur l'île de Shikoku au Japon et mort le 11 octobre 2018 à Tokyo, d'un cancer du poumon, est un avocat et homme politique japonais.

## Biographie
Membre du Parti socialiste japonais (PSJ) devenu en 1996 le Parti social-démocrate (PSD) puis du Parti démocrate du Japon (PDJ), qui a été six fois membre de la Chambre des représentants de 1990 à 2012, d'abord pour l'intégralité de sa préfecture natale de 1990 à 1993 puis pour son nouveau 1er district de 1996 à 2012. C'est un allié traditionnel de Seiji Maehara et Yukio Edano. 
Il est secrétaire général du Cabinet dans le gouvernement de Naoto Kan du 8 juin 2010 au 14 janvier 2011. Il exerce également les fonctions de ministre de la Justice et, à la suite de la démission de Minoru Yanagida, de ministre d'État chargé de la question des enlèvements du 22 novembre 2010 au 14 janvier 2011. À cette date, il prend la présidence déléguée, et ainsi la seconde place hiérarchique de la direction du PDJ.  